# Рятувальна етнографія
Рятувальна етнографія — це запис практик і фольклору культур, яким загрожує зникнення, зокрема в результаті модернізації та асиміляції. В основному її асоціюють з американським антропологом Францом Боасом. Він і його учні мали на меті записати зникаючі індіанські культури. З 1960-х років антропологи використовували цей термін як частину критики етнографії 19-го століття та ранньої модерної антропології.

## Етимологія
Термін «рятувальна етнографія» був введений Якобом В. Грубером, який пов’язав його появу з етнографами 19-го століття, які документували мови народів, які були завойовані та колонізовані європейськими країнами чи Сполученими Штатами. Згідно з Ґрубером, однією з перших офіційних заяв, у яких визнається, що основним наслідком колоніалізму було знищення існуючих мов і способів життя, була доповідь Британського обраного комітету аборигенів (1837).
Як наукову відповідь Грубер цитує виступ Джеймса Коулза Прічарда перед Британською асоціацією сприяння розвитку науки в 1839 році, посилаючись на старозавітну історію про Каїна та Авеля:
Wherever Europeans have settled, their arrival has been the harbinger of extermination to the native tribes. Whenever the simple pastoral tribes come into relations with the more civilised agricultural nations, the allotted time of their destruction is at hand; and this seems to have been the case from the time when the first shepherd fell by the hand of the first tiller of soil. Now, as the progress of colonization is so much extended of late years, and the obstacle of distance and physical difficulties are so much overcome, it may be calculated that these calamities, impending over the greater part of mankind, if we reckon by families and races, are to be accelerated in their progress; and it may happen that, in the course of another century, the aboriginal nations of most parts of the world will have ceased entirely to exist. In the meantime, if Christian nations think it not their duty to interpose and save the numerous tribes of their own species from utter extermination, it is of the greatest importance, in a philosophical point of view, to obtain much more extensive information than we now possess of their physical and moral characters. A great number of curious problems in physiology, illustrative of the history of the species, and the laws of their propagation, remain as yet imperfectly solved. The psychology of these races has been but little studied in an enlightened manner; and yet this is wanting in order to complete the history of human nature, and the philosophy of the human mind. How can this be obtained when so many tribes shall have become extinct, and their thoughts shall have perished with them?

## Консервація та мистецтво

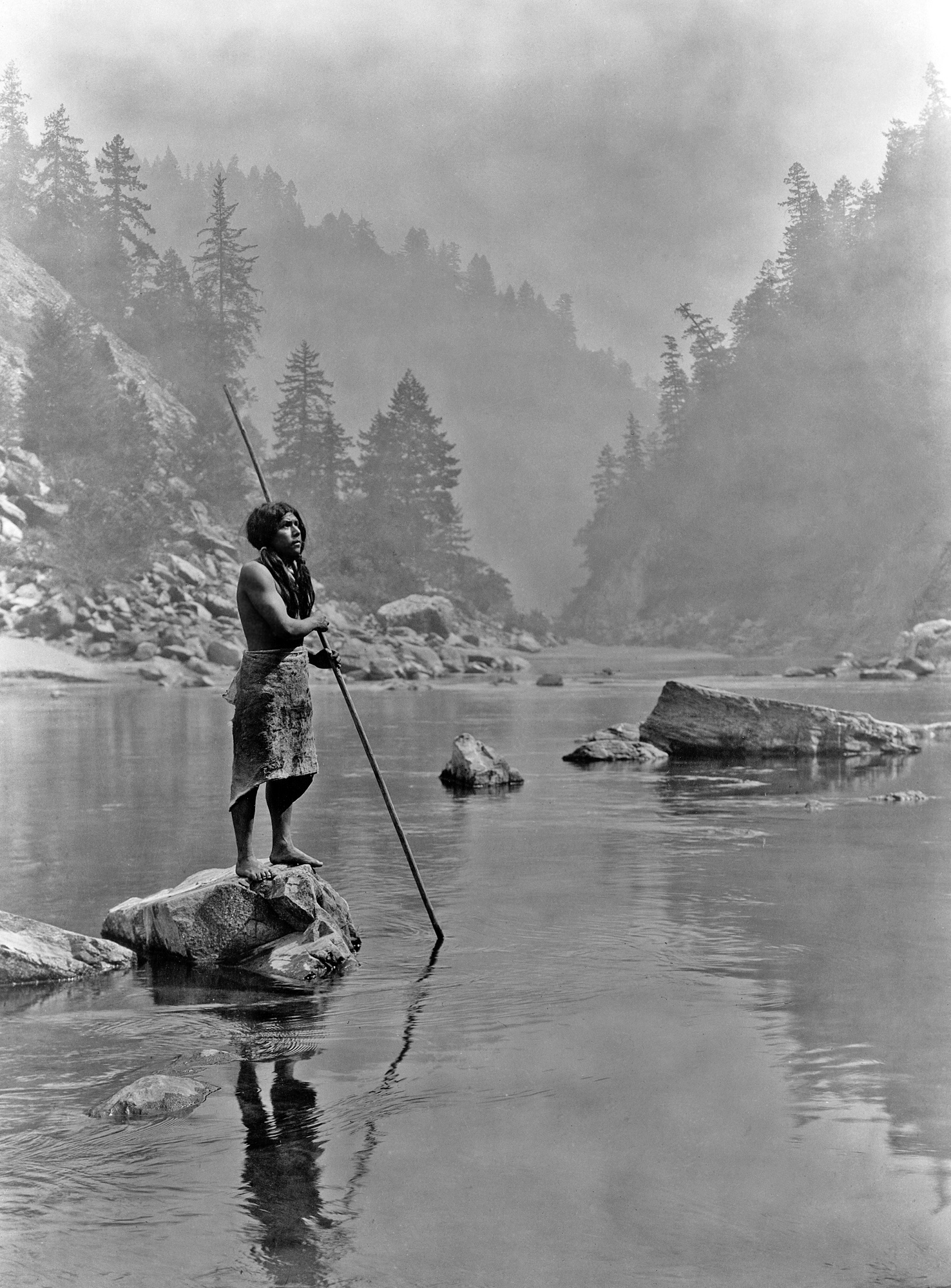
Рибалка Хупа. На початку 20-го століття Едвард Кертіс подорожував Америкою, знімаючи фотографії зникаючого способу життя племен американських індіанців.

Френсіс Денсмор (1867–1957), впливовий етномузиколог, працювала в традиції рятувальної етнографії. Денсмор записала пісні та тексти корінних американців, намагаючись зберегти їх назавжди. Багато її оригінальних записів, збережених на воскових циліндрах, зберігаються в архіві Бібліотеки Конгресу США.
У цей період митці доповнили роботу професійних антропологів. Фотографу Едварду С. Кертісу (1868–1952) передував художник Джордж Кетлін (1796–1872), який намагався зафіксувати корінні північноамериканські традиції, які, як вони вважали, зникають. І Кертіс, і Кетлін були звинувачені в тому, що вони прикрашали сцену або створювали більш «автентичний» образ корінних американців шляхом постановки. У вступі до своєї серії про північноамериканських індіанців Кертіс підкреслює важливість своєї роботи, зазначаючи: "Інформацію, яку потрібно зібрати... щодо способу життя однієї з великих рас людства, потрібно зібрати негайно, інакше можливість буде втрачена."
Рятувальна етнографію почали методично застосовувати у візуальній антропології як етнографічне кіно з 1950-х років такими кінематографістами, як Жан Руш у Франції, Мішель Бро та П’єр Перро в Канаді або Антоніо Кампос у Португалії (початок 1960-х років), а потім інші (1970-ті).
На курсах кіно та медіазнавства часто викладають етнографію врятованих фільмів як стиль кіновиробництва, що відображає цивілізацію чи колишній спосіб життя людей. Найкращим прикладом цього може бути Нанук Півночі Роберта Флаерті. У Нануку Флаерті влаштував інциденти та сцени, які не точно відображали поточний спосіб життя племені інуїтів, а скоріше їхню «колишню велич».

## Дивіться також
- Документальний фільм
- Nanook of the North – американський німий документальний фільм 1922 року

### Споріднені люди
- Еліас Бонін – американський фотограф, відомий своїми портретами корінних американців 19 століття.
- Джордж Кетлін – американський художник, письменник і мандрівник, який спеціалізувався на портретах корінних американців Старого Заходу .
- Едвард Шериф Кертіс – американський фотограф і етнолог, чия робота зосереджена на американському Заході та корінних американських народах.
- Френсіс Денсмор – американський антрополог, етномузиколог і етнограф, яка займалася музикою та культурою корінних американців.
- Жермен Дітерлен – французький антрополог і учениця Марселя Марселя Гріоле, відома своїми дослідженнями народу догонів у Західній Африці .
- Марсель Ґріоль – французький антрополог, відомий своїми дослідженнями народу догонів у Західній Африці .
- Альфред Л. Кребер – американський культурний антрополог .
- Феліпе Леттерстен – перуанський художник, який вважав, що зберігає культури тропічних лісів Амазонки, відливаючи скульптури корінних жителів.
- Роберт Х. Лоуі – американський антрополог австрійського походження, який займався північноамериканськими індіанцями .
- Джеральдін Муді – канадський фотограф, яка робила перші фотографії корінних народів Північної Канади.
- Джиммі Нельсон – британський фотожурналіст і фотограф, відомий своїми портретами племінних і корінних народів.
- Жан Руш – французький режисер і антрополог, який зосередився на Африці.

## Подальше читання
- Conn, Steven (2004). History's Shadow: Native Americans and Historical Consciousness in the Nineteenth Century. Chicago: University of Chicago Press. ISBN 0-226-11494-5.
- Redman, Samuel (2021). Prophets and Ghosts: The Story of Salvage Anthropology. Cambridge: Harvard University Press. ISBN 9780674979574.
- Smith, Sherry (2000). Reimagining Indians: Native Americans Through Anglo Eyes, 1880-1940. Oxford: Oxford University Press. ISBN 0-19-515727-3.
- Carter, Edward, ред. (1999). Surveying the Record: North American Scientific Exploration to 1930. Philadelphia: American Philosophical Society. ISBN 0-87-169231-7.